# Juul Zandbergen
Julius Michilius (Juul) Zandbergen (Meppel, 1 maart 1925 - Meppel, 10 november 2008) was een Nederlands burgemeester, wethouder en verzetsman.
Zandbergen werd op 1 september 1970 wethouder in het college van B en W van Meppel, dat werd aangevoerd door burgemeester H.J. Eijsink.
Op 1 februari 1975 werd hij benoemd tot burgemeester van het Groningse Ten Boer. Van 1 januari 1979 tot 1 januari 1990 was Zandbergen burgemeester van de gemeente Hefshuizen, (het latere Eemsmond). Hij was in die periode direct betrokken bij de aanleg en ontwikkeling van de Eemshaven. Tot op hoge leeftijd was hij ook commissaris van de rederij AG Ems.
Tijdens de Tweede Wereldoorlog zat hij in het verzet. Hij bekleedde een belangrijke functie in de LO (Landelijke organisatie voor hulp aan Onderduikers) en hielp Joden aan een onderduikadres. Na zijn actieve carrière als burgemeester trad hij in de negentiger jaren toe tot het bestuur van de Stichting Joods Monument. Daarnaast was hij onder andere voorzitter van de Stichting Oud Meppel.
Juul Zandbergen was drager van het Verzetsherdenkingskruis en Officier in de Orde van Oranje-Nassau. Hij overleed thuis, na een kort ziekbed, op 83-jarige leeftijd.